# Суворов, Сергей Александрович
Сергей Александрович Суворов (партийный псевдоним Борисов) (1869 или 1870 — 15 июля 1918) — общественный деятель, философ, литератор, статистик.

## Биография
«Потомственный почетный гражданин». С середины 1890-х гг. участвовал в революционном движении. В 1895—1896 находился в ссылке в Сольвычегодске, где был членом кружка марксиста Н. Е. Федосеева. Член РСДРП с 1900 г. Жил под негласным надзором полиции в Вологде. Входил в состав литературной группы социал-демократов. В вологодской ссылке в начале XX в. кипела интенсивная умственная жизнь, происходили дебаты по широкому кругу вопросов. Суворов вошёл в группу А. А. Богданова вместе с Луначарским, Базаровым (Рудневым), Берманом. Выступал с докладами в кружке ссыльных, ему оппонировал Н. А. Бердяев. Близкий друг А. В. Луначарского, в 1902 г. в Вологде был шафером при венчании А. В. Луначарского и А. А. Малиновской.
Активный участник революции 1905—1907 гг., работал в большевистских организациях ряда городов России. Делегат IV и V съездов РСДРП. Предложил свой проект аграрной программы партии (раздел земли между земледельцами; передача земли в аренду с возможной последующей национализацией в отдаленном будущем): «Наша аграрная программа есть программа для периода развивающейся революции, периода ломки старого порядка и организации нового социально-политического строя. В этом ее основная мысль. Социал-демократия не должна связывать себя решениями, обязывающими ее поддерживать какую-либо форму хозяйства. В этой борьбе новых общественных сил против основ старого строя нужно разрубить запутавшийся узел решительным ударом» .
С 1908 г. в Ярославле. В июле 1908 г. поступил на службу в Ярославскую губернскую земскую управу стажёром оценочно-статистического отдела. В 1910 г. отошёл от партийной работы.
После февраля 1917 г. — социал-демократ (меньшевик)-интернационалист, с лета 1917 г. городской голова Ярославля. В сентябре 1917 г. после встречи с Суворовым А. В. Луначарский писал жене о нём: «Он — большевик, но из тех, кто ближе к „Новой Жизни“, а Ленька, его мальчик, — левый большевик, ссорится с отцом, называет его оппортунистом, а отец его — анархистом». После ликвидации городской думы в феврале 1918 г. при исполкоме Ярославского городского совета была создана коллегия по делам городского хозяйства. На первом заседании коллегии 20 апреля 1918 г. Суворов был избран её председателем. В начале июля 1918 г. коллегия была реорганизована в отдел местного хозяйства исполнительного комитета Совета, и Суворов был назначен заведующим отделом местного хозяйства.
Во время Ярославского антикоммунистического восстания 15 июля 1918 г. был выбран городской управой парламентёром для доставки послания с призывом к обстреливавшим город красным прекратить обстрел, щадя мирное население и памятники истории, и был убит красными. Член городской управы в дни восстания В. С. Лопатин впоследствии давал показания: «По моей инициативе, а затем по присоединившейся просьбе к Штабу со стороны лиц, арестованных деятелей советских учреждений, был командирован парламентером б. Ярославский городской голова Сергей Александрович Суворов в штаб красной армии для ведения переговоров о выводе из города мирного гражданского населения, к глубокому моему прискорбию закончилась эта командировка смертью Суворова от расстрела, конечно, ошибочного». Попытку оправдать убийство и возложить ответственность за него на восставших предприняла официальный советский историограф событий в июле 1918 г. О. И. Розанова, объяснив её тем, что парламентёр шёл под белым флагом, под которым якобы воевали белые: «Ему дали белый флаг как бы в знак их желания вступить в мирные переговоры, тот самый флаг, под которым шло их контрреволюционное восстание. Они знали, что под этим флагом нельзя идти с предложением мира».
Похоронен в Ярославле, в сквере на бульваре Челюскинцев. При обновлении памятника на братской могиле в конце 1950-х гг. его имя было удалено.

## Идеи
Неортодоксальный марксист.  Махист, эмпириокритик. Соавтор сборников «Очерки реалистического мировоззрения» (1904) и «Очерки по философии марксизма» (1908).
В книге «Очерки реалистического мировоззрения» изложил этику «жизнеутверждения» или «творческой жажды жизни».
В «Очерках по философии марксизма» как сторонник философского реализма утверждал, что все области бытия (физический мир, жизнь, психика, общество) «реально связаны в мировое целое, подчиненное универсальным законам». Любой частный закон, считает он, может быть сведён к общему закону. Так, с момента открытия наиболее общего закона природы — закона сохранения энергии — появилась возможность «связать все научные области в стройную систему и на их основе построить философскую теорию бытия». Таким универсальным законом, подчиняющим себе законы частные, является «закон экономии силы». ОН ставил целью выяснить, «каким образом всеобщий принцип экономии сил проявляется во всем ходе хозяйственного и общественного развития, — в переходе от организационного процесса к производительному труду, в эволюции хозяйства и общества, наконец, в смене социально-экономических формаций». Суворов определял классовую борьбу как явление отрицательное, антиобщественное.
«По своей общей идее философия есть монистическое мировоззрение. Её задача — построение цельной системы познания, законченной теории бытия, как основы руководящих идей жизни (это цели и махизма, и марксизма)… Философский реализм складывался на основе научного развития последних веков и достиг полной зрелости и систематического единства в XIX столетии, когда был открыт наиболее общий закон сохранения энергии… Наука не только обосновывает философию, но и сама углубляется ею … Закон экономии сил является регулирующим началом всего жизненного развития. Прогресс жизни основывается на развитии производительных сил организма, естественных орудий его жизнедеятельности … В этом развитии мы отметим два момента огромной важности, которые собственно и вводят нас в историю человечества. Это, во-первых, переход от простого органического воздействия на природу к планомерному производственному труду, во-вторых, образование социальной формы производства или хозяйственной организации. Оба эти момента находятся в тесной связи между собой … Сущность производственного труда заключается в том, что он, не ограничиваясь органической тратой сил ради потребления, становится в постоянную связь с суммой внешних предметов, служащих проводниками энергии между человеком и природой: эти предметы — материальные средства труда и жизни, в которых воплощается трата и накопление, иными словами — орудия труда и жизненные запасы … Планомерный труд посредством орудий есть производство. Производство представляет… затрату сил и средств труда, а с другой стороны — созидание продуктов или… ценностей (благ), в которых воплощается трудовая энергия. Процесс труда есть прежде всего процесс планомерного воздействия людей на природу, подчиненный закону экономии сил»
Идеи авторов сборников вызвали яростную критику В. И. Ленина («Все эти лица не могут не знать, что Маркс и Энгельс десятки раз называли свои философские взгляды диалектическим материализмом. И все эти лица, объединенные — несмотря на резкие различия политических взглядов — враждой против диалектического материализма, претендуют в то же время на то, что они в философии марксисты!»).

## Память
Именем Суворова в 1920-х гг. были названы в Ярославле лесозавод (комбинат «Стройдеталь») и посёлок при нём, в настоящее время существует несколько Суворовских улиц, возникших тогда же на территории посёлка.

## Публикации
- Основы философии жизни // Очерки реалистического мировоззрения. Сборник статей по философии, общественной науке и жизни. СПб., 1904.
- Основания социальной философии // Очерки по философии марксизма: Философский сборник. СПб.: Кн-во «Зерно», 1908.
- <Рецензия на переводы «Общественного договора»> [Жан-Жак Руссо. Об общественном договоре. Перев. Л. Неманова, под ред. Д. Е. Жуковского. СПб., 1907 г. 247 стр. Цена 75 коп. Изд. Д. Жуковского; Ж.-Ж. Руссо. Общественный договор, или Принципы государственного права. Перев. С. Нестеровой под ред. и с пред. П. Когана. Москва. XVI+134 с. Цена 40 коп. Изд. С. Скирмунта] // Новая книга. Критико-библиографический   еженедельник. 1907. № 11. С. 6–7 (то же: Ж.-Ж. РУССО: PRO ET CONTRA. — СПб., Издательство Русской Христианской гуманитарной академии, 2005).